# رعاشات صغيرة

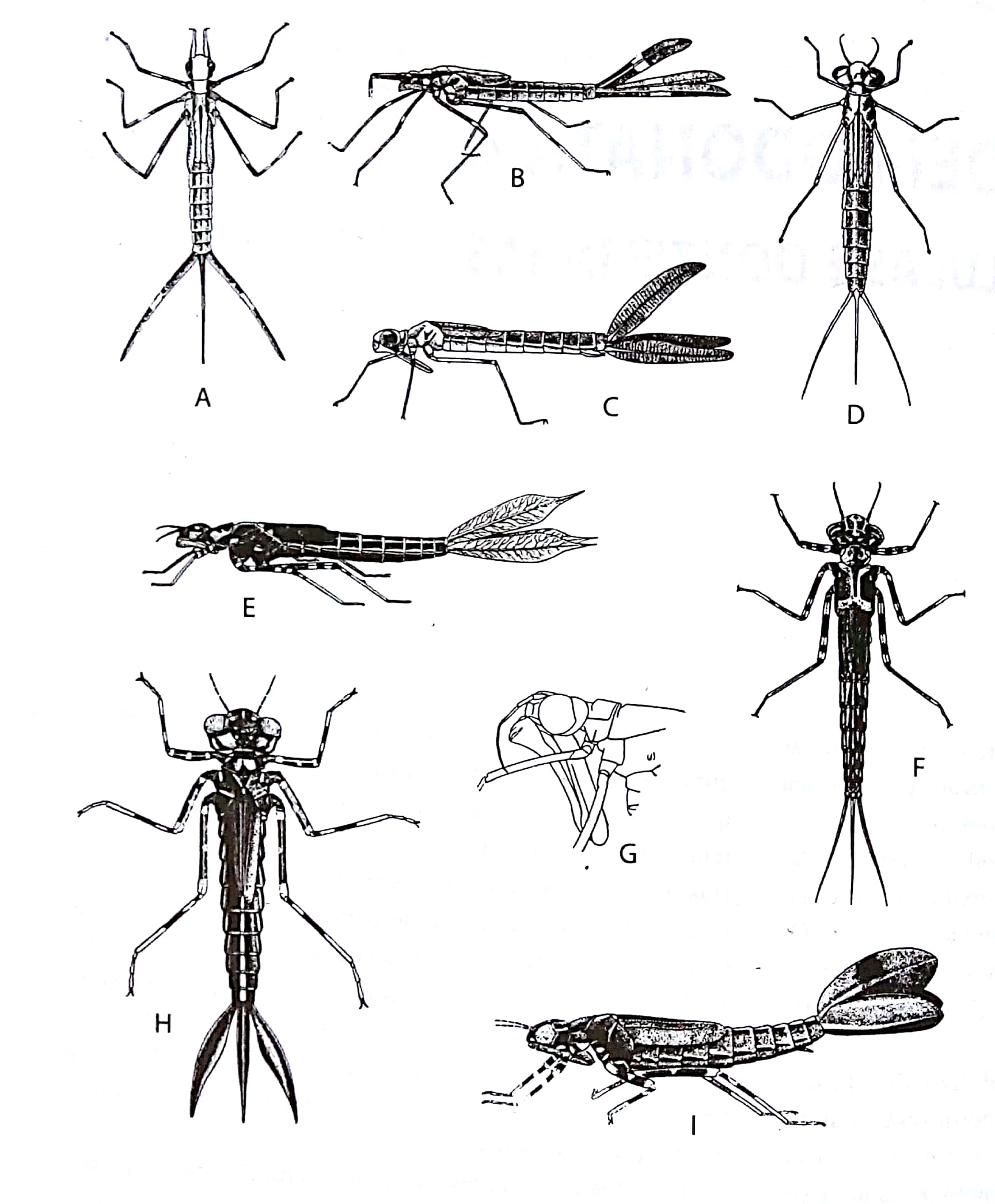
أنواع اليرقات لحشرات الرعاش التي تتميز بوجود ثلاث صفائح ذيلية (خياشيم) في نهاية البطن

رعَّاشات صغيرة أو مقترنات الأجنحة أو زيجوبترا (الاسم العلمي: Zygoptera) هي رتيبة من الحشرات تتبع رتبة اليعسوبيات من طبقة المسننات الجناحية. وهي تشبه حشرات الرعاش الصغيرة حشرات اليعسوب، ولكن يمكن تمييز البالغين بإدراك حقيقة أن أجنحة معظم حشرات الرعاش الصغيرة تُعقد جنبًا إلى جنب، وفي حالة الاستراحة، تكون متوازية مع الجسد. إضافةً إلى ذلك، يشبه الجناح الخلفي لحشرة الرعاش الصغيرة بشكلٍ أساسي الجناح الأمامي، في حين يتسع الجناح الخلفي لليعسوب بالقرب من القاعدة. تصغُر حشرات الرعاش الصغيرة عادةً عن اليعسوب وتكون أضعف طيرانًا عند المقارنة، كما تنفصل أعينها كذلك.

## فيالق
- الرعاشينات (الاسم العلمي:Calopterygoidea)
- رعاشينات ضيقة الأجنحة (الاسم العلمي:Coenagrionoidea)
- رعاشينات ساقية الأجنحة (الاسم العلمي:رعاش ساقي الجناح)

## فصائل
- الرعاشية

## علم الأحياء

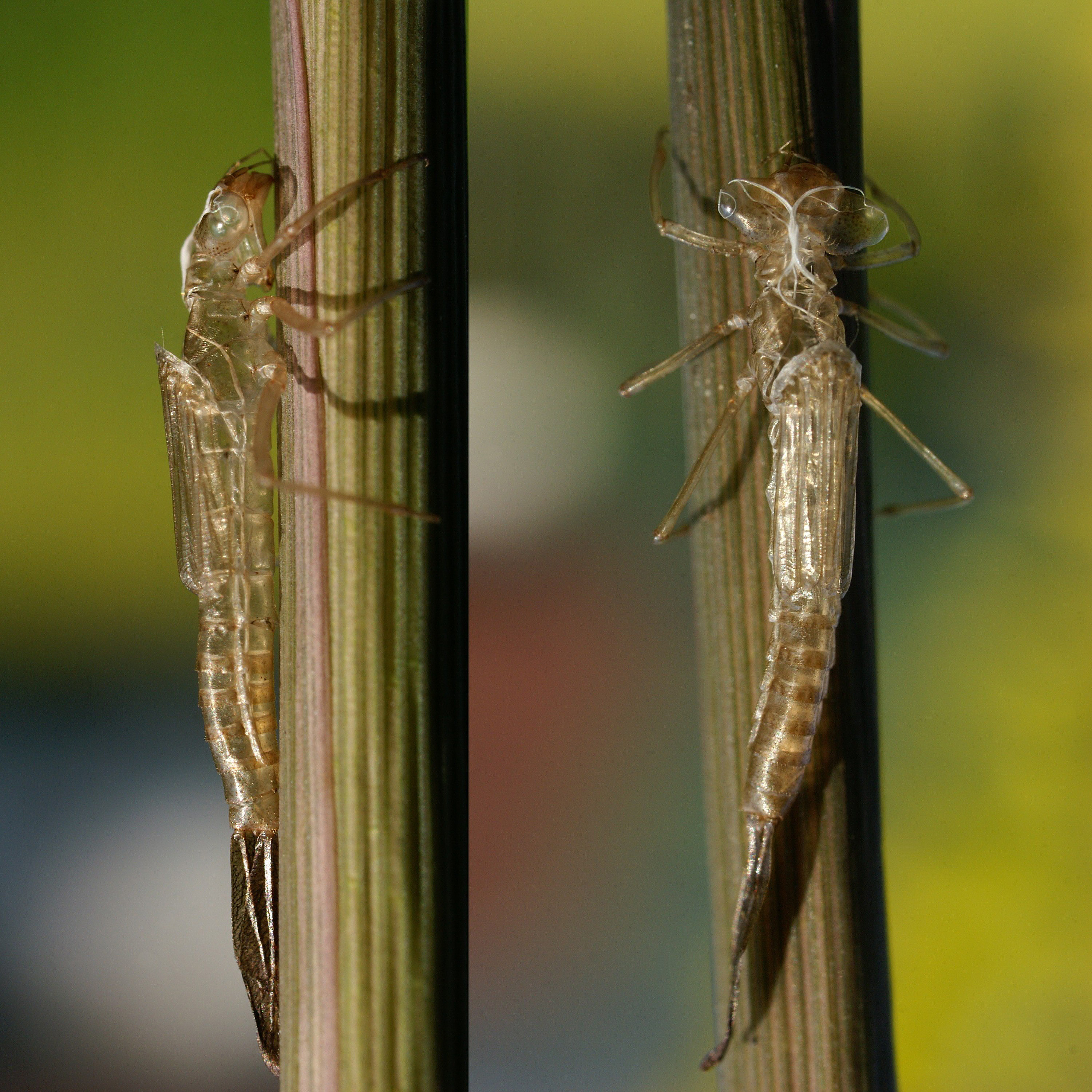
حشرات الرعاش الصغيرة على جدع شجرة

تخضع حشرات الرعاش الصغيرة إلى عملية التحول غير المكتملة مرورًا بمرحلة الحورية المائية. تضع الأنثى البيض في الماء، أحيانًا في الغطاء النباتي تحت الماء، أو أعلى الأشجار في عائلة النباتات المزهرة (bromeliad) وتجاويف أخرى مملوءة بالماء. وتُعد الحوريات آكلة لحوم، وتتغذى على برغوث الماء، ويرقات البعوض، وغيرها من الكائنات المائية الصغيرة المختلفة باستخدام الفكين القابلين للتمديد، تشبه في ذلك حورية اليعسوب. وتُعد خياشيم حوريات حشرة الرعاش الصغيرة كبيرة وخارجية، وتشبه في ذلك الزعانف الثلاث في نهاية البطن. بعد الانسلاخ عدة مرات، يبرز البالغون المجنحون ويأكلون الذباب والبعوض والحشرات الصغيرة الأُخرى. ومن المعروف أن بعض الأنواع الاستوائية الأكبر تتغذى على العناكب حيث تحوم بالقرب من الشبكة وتأخذ العنكبوت من عشه.

## معرض صور

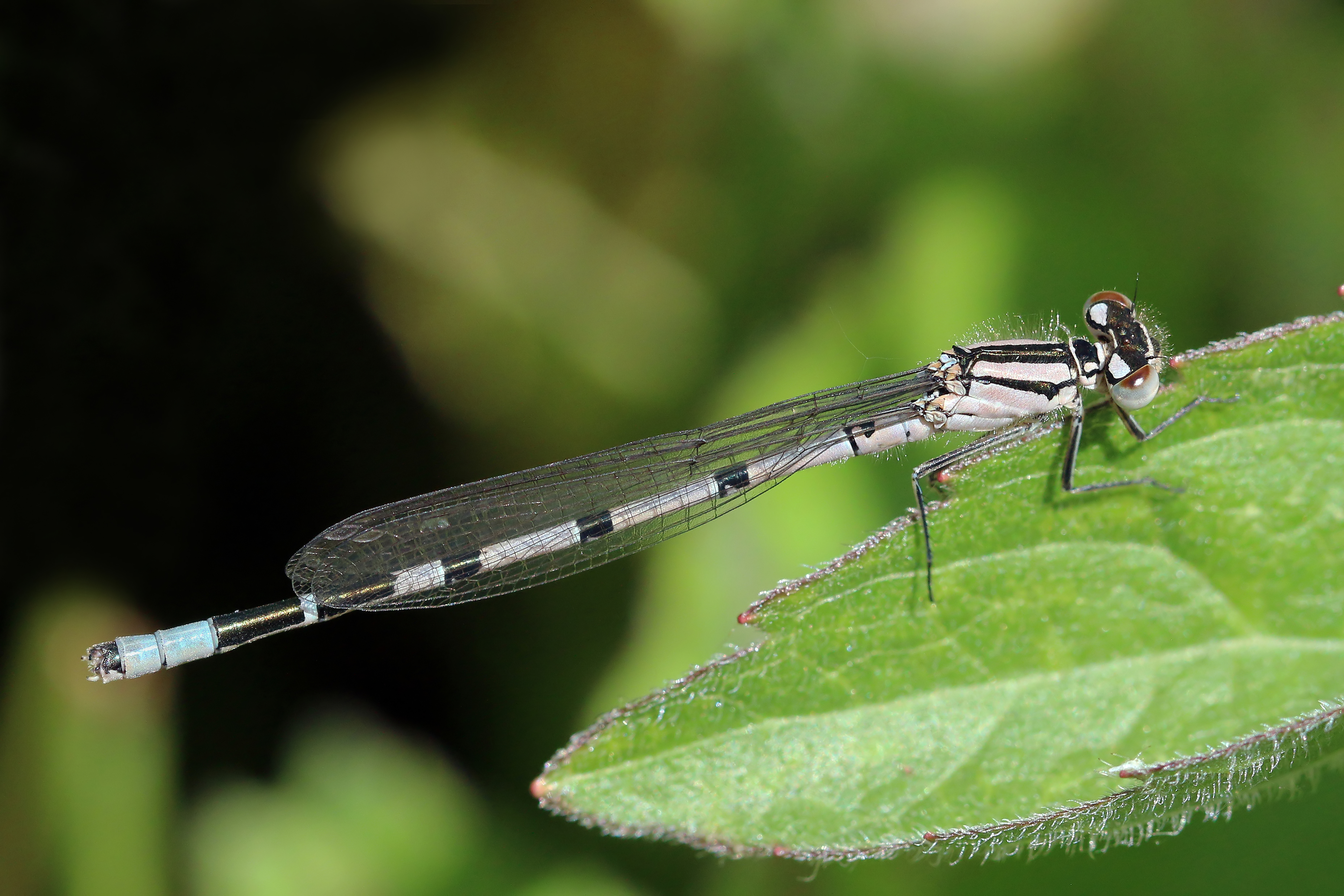
ذكر الأزرق الحشر الرعاش  (Enallagma cyathigerum)
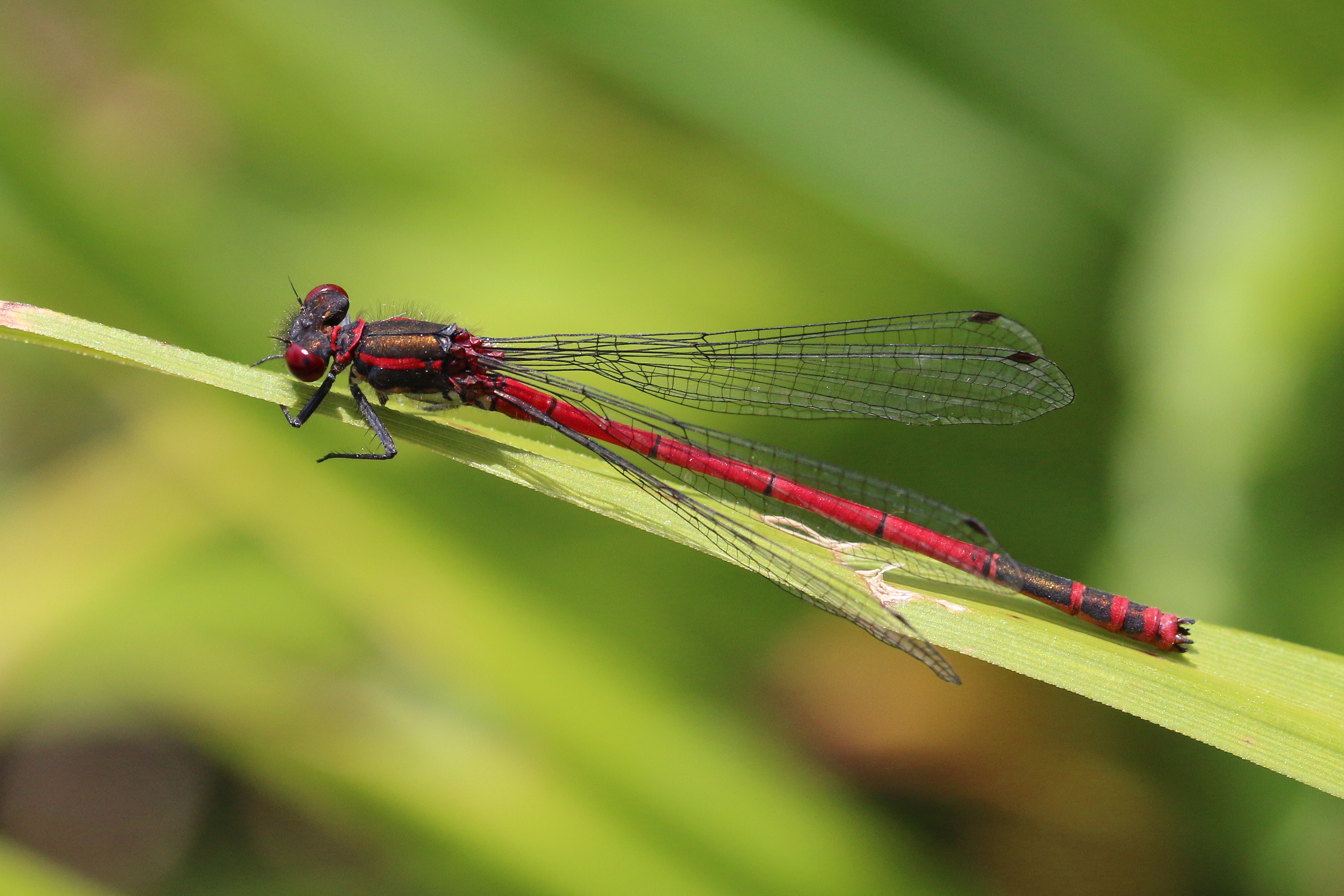
دكر حشر الرعاش الأحمر كبير الحجم
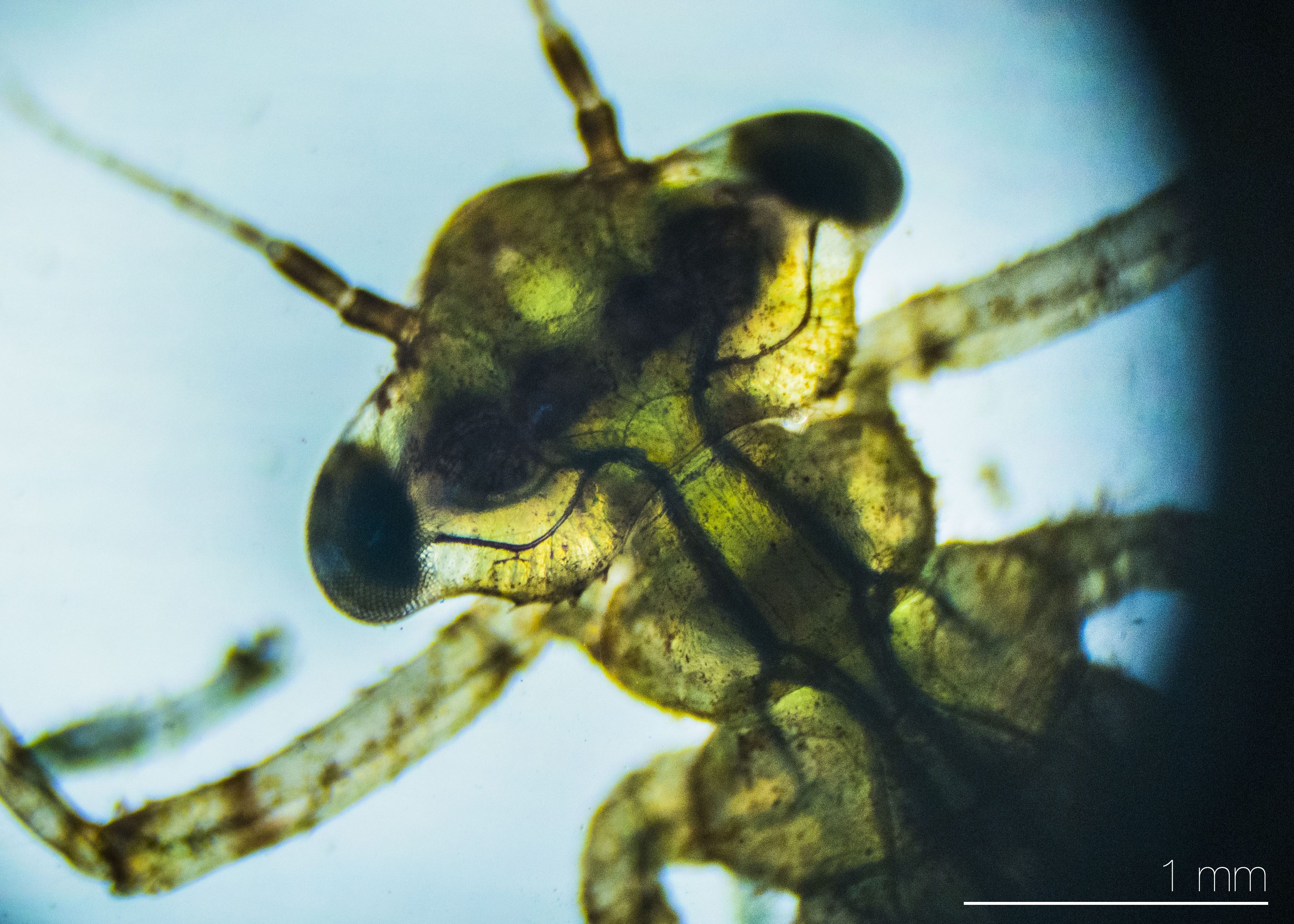
حورية حشر الرعاش
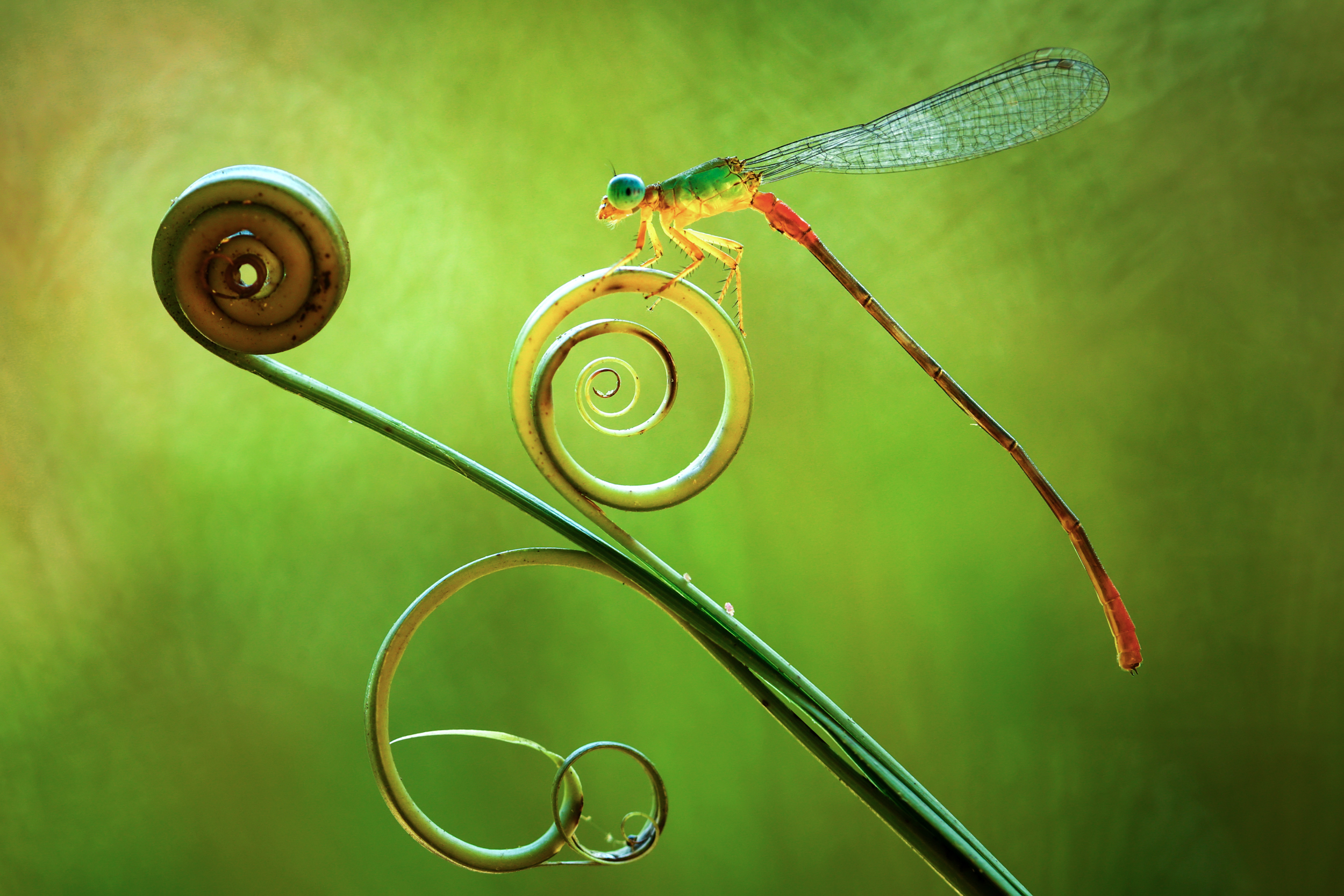
حشر الرَّعاش على فرع ورقة
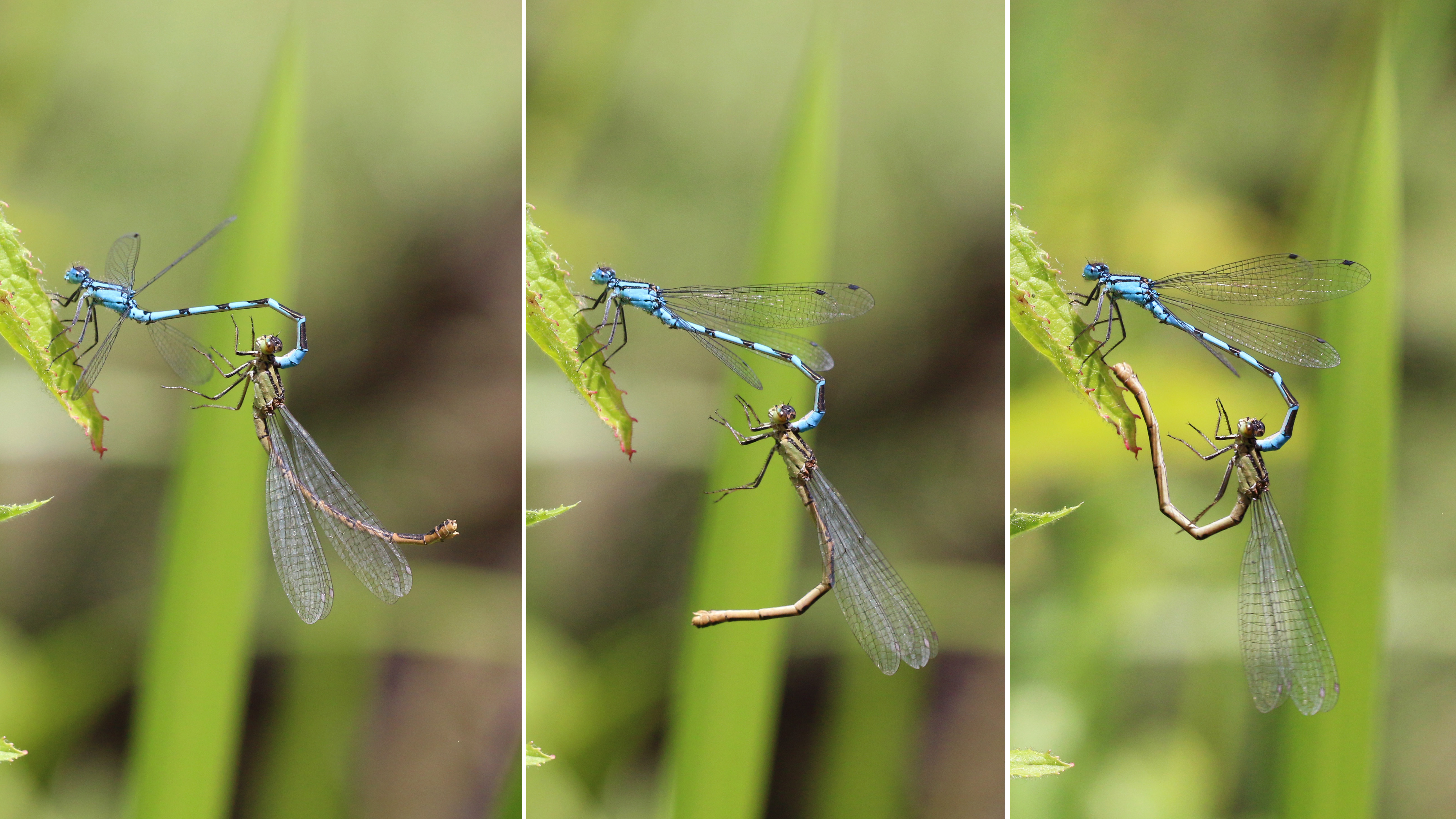
ذكر وأنثى حشر الرعاش في لحظة تزاوج